# Aéroport de La Grande-3
L'aéroport de La Grande-3 est un aérodrome desservant les installations hydroélectriques de la centrale La Grande-3 d'Hydro-Québec dans le Nord-du-Québec au Canada.

## Annexe